# Élections gouvernorales chiliennes de 2024
Les élections gouvernorales chiliennes de 2024 se déroulent les 26 et 27 octobre 2024 afin d'élire les gouverneurs des 16 régions du Chili. Des élections municipales ont lieu en même temps que le premier tour.
Il s'agit des deuxièmes élections au scrutin direct des gouverneurs, qui étaient auparavant nommés par le président et portaient le titre d'intendant.

## Système électoral
Les gouverneurs sont élus pour un mandat de quatre ans par le biais d'une version modifiée du scrutin uninominal majoritaire à deux tours. Est élu au premier tour le candidat arrivé en tête avec plus de 40 % des suffrages exprimés — et non la majorité absolue —. Si aucun candidat n'atteint ce pourcentage, un second tour est organisé entre les deux candidats arrivés en tête. Est alors élu celui qui reçoit le plus grand nombre de suffrages.

## Résultats

### Région d'Arica et Parinacota
| Candidats                | Candidats                | Partis                                         | Premier tour | Premier tour | Second tour | Second tour |
| Candidats                | Candidats                | Partis                                         | Voix         | %            | Voix        | %           |
| ------------------------ | ------------------------ | ---------------------------------------------- | ------------ | ------------ | ----------- | ----------- |
|                          | Diego Paco               | Rénovation nationale (Chile Vamos)             | 43 462       | 32,55        | 73 379      | 54,46       |
|                          | Jorge Díaz               | Parti démocrate-chrétien                       | 39 942       | 29,91        | 61 352      | 45,54       |
|                          | Karla Kepec              | Parti républicain                              | 29 208       | 21,88        |             |             |
|                          | Carlos Yévenes           | PCCh, Pour le Chili et ses Régions (FA-PS-PPD) | 6 346        | 4,75         |             |             |
|                          | Fidel Arenas             | Parti social-chrétien (es) et Indépendants     | 5 116        | 3,83         |             |             |
|                          | Bernardo Olivos          | Parti du peuple (es)                           | 4 984        | 3,73         |             |             |
|                          | Juan Tancara             | Parti humaniste du Chili                       | 4 449        | 3,33         |             |             |
|                          |                          |                                                |              |              |             |             |
| Votes valides            | Votes valides            | Votes valides                                  | 133 507      | 86,84        |             |             |
| Votes nuls               | Votes nuls               | Votes nuls                                     | 13 131       | 8,54         |             |             |
| Votes blancs             | Votes blancs             | Votes blancs                                   | 7 085        | 4,61         |             |             |
| Total                    | Total                    | Total                                          | 153 733      | 100          |             |             |
| Abstention               | Abstention               | Abstention                                     | 40 528       | 20,86        |             |             |
| Inscrits / participation | Inscrits / participation | Inscrits / participation                       | 194 261      | 79,14        |             |             |

### Région de Tarapacá
|                          | José Miguel Carvajal     | PPD, soutenu par Pour le Chili et ses Régions (PCCh-FA-PS) | 81 104  | 46,18 |  |  |
|                          | Jorge Muñoz              | Parti républicain                                          | 36 099  | 20,56 |  |  |
|                          | Natan Olivos             | UDI (Chile Vamos)                                          | 39 942  | 10,51 |  |  |
|                          | Patricio Quisbert        | Parti du peuple (es)                                       | 15 793  | 8,99  |  |  |
|                          | Cristián Cabezas         | Parti social-chrétien (es) et Indépendants                 | 13 836  | 7,88  |  |  |
|                          | Marco Antonio Quevedo    | Parti populaire (es)                                       | 10 320  | 5,88  |  |  |
|                          |                          |                                                            |         |       |  |  |
| Votes valides            | Votes valides            | Votes valides                                              | 175 612 | 84,16 |  |  |
| Votes nuls               | Votes nuls               | Votes nuls                                                 | 19 138  | 9,17  |  |  |
| Votes blancs             | Votes blancs             | Votes blancs                                               | 13 899  | 6,66  |  |  |
| Total                    | Total                    | Total                                                      | 208 649 | 100   |  |  |
| Abstention               | Abstention               | Abstention                                                 | 54 018  | 20,57 |  |  |
| Inscrits / participation | Inscrits / participation | Inscrits / participation                                   | 262 667 | 79,14 |  |  |

### Région d'Antofagasta
| Candidats                | Candidats                | Partis                                                     | Premier tour | Premier tour | Second tour | Second tour |
| Candidats                | Candidats                | Partis                                                     | Voix         | %            | Voix        | %           |
| ------------------------ | ------------------------ | ---------------------------------------------------------- | ------------ | ------------ | ----------- | ----------- |
|                          | Ricardo Díaz             | PPD, soutenu par Pour le Chili et ses Régions (PS-PCCh-FA) | 63 754       | 19,71        | 164 863     | 52,18       |
|                          | Marcela Hernando         | Parti radical                                              | 61 119       | 18,90        | 151 069     | 47,82       |
|                          | Carlos Cantero           | Rénovation nationale (Chile Vamos)                         | 51 197       | 15,83        |             |             |
|                          | Carlo Arqueros           | Parti républicain                                          | 45 022       | 13,92        |             |             |
|                          | Paola Debia              | Parti du peuple (es)                                       | 33 082       | 10,23        |             |             |
|                          | Fabián Ossandón          | Indépendant                                                | 30 004       | 9,28         |             |             |
|                          | Carolina Moscoso         | Parti social-chrétien (es) et Indépendants                 | 26 261       | 8,12         |             |             |
|                          | Alejandro Álamos         | Indépendant                                                | 13 003       | 4,02         |             |             |
|                          |                          |                                                            |              |              |             |             |
| Votes valides            | Votes valides            | Votes valides                                              | 323 442      | 80,70        |             |             |
| Votes nuls               | Votes nuls               | Votes nuls                                                 | 47 573       | 11,86        |             |             |
| Votes blancs             | Votes blancs             | Votes blancs                                               | 29 821       | 7,44         |             |             |
| Total                    | Total                    | Total                                                      | 400 836      | 100          |             |             |
| Abstention               | Abstention               | Abstention                                                 | 60 555       | 16,52        |             |             |
| Inscrits / participation | Inscrits / participation | Inscrits / participation                                   | 366 456      | 83,48        |             |             |

### Région d'Atacama
| Candidats                | Candidats                | Partis                                         | Premier tour | Premier tour | Second tour | Second tour |
| Candidats                | Candidats                | Partis                                         | Voix         | %            | Voix        | %           |
| ------------------------ | ------------------------ | ---------------------------------------------- | ------------ | ------------ | ----------- | ----------- |
|                          | Miguel Vargas            | PS, Pour le Chili et ses Régions (PCCh-FA-PPD) | 62 026       | 36,08        |             |             |
|                          | Nicolás Noman            | UDI (Chile Vamos)                              | 32 109       | 18,68        |             |             |
|                          | Ignacio Urcullú          | Parti républicain                              | 19 351       | 11,26        |             |             |
|                          | Rebeca Cofré             | Rénovation nationale (Chile Vamos)             | 98 442       | 16,74        |             |             |
|                          | Carlo Pezo               | Indépendant                                    | 18 566       | 10,80        |             |             |
|                          | Inti Salamanca           | Parti populaire (es)                           | 16 730       | 9,73         |             |             |
|                          | Alex Farías              | Parti du peuple (es)                           | 12 043       | 7,01         |             |             |
|                          | Gonzalo Tamblay          | Parti social-chrétien (es) et Indépendants     | 11 081       | 6,45         |             |             |
| Votes valides            | Votes valides            | Votes valides                                  | 171 906      | 83,03        |             |             |
| Votes nuls               | Votes nuls               | Votes nuls                                     | 19 703       | 9,51         |             |             |
| Votes blancs             | Votes blancs             | Votes blancs                                   | 15 408       | 7,44         |             |             |
| Total                    | Total                    | Total                                          | 207 017      | 100          |             |             |
| Abstention               | Abstention               | Abstention                                     | 38 700       | 15,75        |             |             |
| Inscrits / participation | Inscrits / participation | Inscrits / participation                       | 245 717      | 84,25        |             |             |

### Région de Coquimbo
| Candidats                | Candidats                | Partis                                         | Premier tour | Premier tour | Second tour | Second tour |
| Candidats                | Candidats                | Partis                                         | Voix         | %            | Voix        | %           |
| ------------------------ | ------------------------ | ---------------------------------------------- | ------------ | ------------ | ----------- | ----------- |
|                          | Cristóbal Juliá          | Evópoli (Chile Vamos)                          | 97 208       | 21,77        |             |             |
|                          | Javier Vega              | PCCh, Pour le Chili et ses Régions (FA-PS-PPD) | 75 010       | 16,80        |             |             |
|                          | Wladimir Pleticosic      | Parti démocrate-chrétien                       | 63 963       | 14,33        |             |             |
|                          | Andrés Guerra            | Parti républicain                              | 63 197       | 14,16        |             |             |
|                          | Tatiana Castillo         | Parti social-chrétien (es) et Indépendants     | 5 116        | 7,68         |             |             |
|                          | Rodrigo Orrego           | Parti du peuple (es)                           | 32 117       | 7,19         |             |             |
|                          | Pablo Herman             | Indépendant                                    | 31 292       | 7,01         |             |             |
|                          | Carlos Ruiz              | Jaunes pour le Chili (es)                      | 27 323       | 6,12         |             |             |
|                          | Francisco Martínez       | Démocrates (es)                                | 22 063       | 4,94         |             |             |
|                          |                          |                                                |              |              |             |             |
| Votes valides            | Votes valides            | Votes valides                                  | 446 442      | 78,06        |             |             |
| Votes nuls               | Votes nuls               | Votes nuls                                     | 66 958       | 11,71        |             |             |
| Votes blancs             | Votes blancs             | Votes blancs                                   | 58 505       | 10,23        |             |             |
| Total                    | Total                    | Total                                          | 571 905      | 100          |             |             |
| Abstention               | Abstention               | Abstention                                     | 95 475       | 14,31        |             |             |
| Inscrits / participation | Inscrits / participation | Inscrits / participation                       | 194 261      | 85,69        |             |             |

### Région de Valparaíso
| Candidats                | Candidats                | Partis                                                     | Premier tour | Premier tour | Second tour | Second tour |
| Candidats                | Candidats                | Partis                                                     | Voix         | %            | Voix        | %           |
| ------------------------ | ------------------------ | ---------------------------------------------------------- | ------------ | ------------ | ----------- | ----------- |
|                          | Rodrigo Mundaca          | FA, soutenu par Pour le Chili et ses Régions (PS-PCCh-PPD) | 389 284      | 33,94        |             |             |
|                          | María José Hoffmann      | UDI (Chile Vamos)                                          | 248 194      | 21,64        |             |             |
|                          | Francesco Venezian       | Parti républicain                                          | 185 346      | 16,16        |             |             |
|                          | Manuel Millones          | Parti social-chrétien (es) et Indépendants                 | 127 134      | 11,08        |             |             |
|                          | Felipe Ríos              | Parti libéral (es)                                         | 110 653      | 9,65         |             |             |
|                          | Octavio González         | Parti du peuple (es)                                       | 86 323       | 7,53         |             |             |
|                          |                          |                                                            |              |              |             |             |
| Votes valides            | Votes valides            | Votes valides                                              | 259 507      | 84,83        |             |             |
| Votes nuls               | Votes nuls               | Votes nuls                                                 | 25 745       | 8,41         |             |             |
| Votes blancs             | Votes blancs             | Votes blancs                                               | 20 649       | 6,75         |             |             |
| Total                    | Total                    | Total                                                      | 305 901      | 100          |             |             |
| Abstention               | Abstention               | Abstention                                                 | 60 555       | 16,52        |             |             |
| Inscrits / participation | Inscrits / participation | Inscrits / participation                                   | 366 456      | 83,48        |             |             |

### Région métropolitaine de Santiago
| Candidats                | Candidats                | Partis                                                   | Premier tour | Premier tour | Second tour | Second tour |
| Candidats                | Candidats                | Partis                                                   | Voix         | %            | Voix        | %           |
| ------------------------ | ------------------------ | -------------------------------------------------------- | ------------ | ------------ | ----------- | ----------- |
|                          | Claudio Orrego (es)      | Indépendant, Pour le Chili et ses Région (SD-PS-PCCh-FA) | 1 644 699    | 38,58        | 2 515 863   | 55,03       |
|                          | Francisco Orrego         | Rénovation nationale (Chile Vamos)                       | 1 176 628    | 27,60        | 2 055 711   | 44,97       |
|                          | Macarena Santelices      | Parti républicain                                        | 415 288      | 9,74         |             |             |
|                          | Catalina Valenzuela      | Parti humaniste du Chili                                 | 257 630      | 6,04         |             |             |
|                          | Claudio Rojas            | Parti du peuple (es)                                     | 243 383      | 5,71         |             |             |
|                          | Rodrigo Logan            | Parti social-chrétien (es) et Indépendants               | 235 325      | 5,52         |             |             |
|                          | Carlos Pichuante         | Parti populaire de l’Alliance verte (es)                 | 168 936      | 3,96         |             |             |
|                          | Nathalie Joignant        | Fédération régionaliste verte sociale                    | 121 363      | 2,85         |             |             |
| Votes valides            | Votes valides            | Votes valides                                            | 4 263 252    | 84,59        | 4 572 056   | 92,31       |
| Votes nuls               | Votes nuls               | Votes nuls                                               | 474 328      | 9,41         | 278 762     | 5,62        |
| Votes blancs             | Votes blancs             | Votes blancs                                             | 301 980      | 5,99         | 102 076     | 2,07        |
| Total                    | Total                    | Total                                                    | 5 039 560    | 100          | 4 952 894   | 100         |
| Abstention               | Abstention               | Abstention                                               | 76 189       | 15,41        | 1 058 056   | 17,60       |
| Inscrits / participation | Inscrits / participation | Inscrits / participation                                 | 6 010 950    | 83,84        | 6 010 950   | 82,40       |

### Région d'O'Higgins
| Candidats                | Candidats                | Partis                                         | Premier tour | Premier tour | Second tour | Second tour |
| Candidats                | Candidats                | Partis                                         | Voix         | %            | Voix        | %           |
| ------------------------ | ------------------------ | ---------------------------------------------- | ------------ | ------------ | ----------- | ----------- |
|                          | Pablo Silva              | PS, Pour le Chili et ses Régions (PCCh-FA-PPD) | 188 710      | 32,09        |             |             |
|                          | Fernando Ugarte          | Parti républicain                              | 130 291      | 22,16        |             |             |
|                          | Rebeca Cofré             | Rénovation nationale (Chile Vamos)             | 98 442       | 16,74        |             |             |
|                          | Mario Gálvez             | Parti radical                                  | 50 635       | 8,61         |             |             |
|                          | Carol Aros               | Parti du peuple (es)                           | 47 757       | 8,12         |             |             |
|                          | Carlos Zamora            | Parti populaire de l’Alliance verte (es)       | 36 591       | 6,22         |             |             |
|                          | Patricio Arenas          | Parti social-chrétien (es) et Indépendants     | 35 572       | 6,05         |             |             |
| Votes valides            | Votes valides            | Votes valides                                  | 587 998      | 78,94        |             |             |
| Votes nuls               | Votes nuls               | Votes nuls                                     | 69 779       | 9,36         |             |             |
| Votes blancs             | Votes blancs             | Votes blancs                                   | 87 022       | 11,68        |             |             |
| Total                    | Total                    | Total                                          | 744 799      | 100          |             |             |
| Abstention               | Abstention               | Abstention                                     | 76 189       | 9,28         |             |             |
| Inscrits / participation | Inscrits / participation | Inscrits / participation                       | 820 988      | 90,72        |             |             |

### Région de Maule
| Candidats                | Candidats                     | Partis                                     | Premier tour | Premier tour | Second tour | Second tour |
| Candidats                | Candidats                     | Partis                                     | Voix         | %            | Voix        | %           |
| ------------------------ | ----------------------------- | ------------------------------------------ | ------------ | ------------ | ----------- | ----------- |
|                          | Cristina Bravo                | Parti démocrate-chrétien                   | 188 710      | 32,09        |             |             |
|                          | Pedro Pablo Álvarez-Salamanca | UDI (Chile Vamos)                          | 166 148      | 23,44        |             |             |
|                          | Juan Prieto                   | Parti républicain                          | 155 440      | 22,20        |             |             |
|                          | Gabriel Rojas                 | Parti populaire de l’Alliance verte (es)   | 95 446       | 13,63        |             |             |
|                          | Fernanda Aguirre              | Parti social-chrétien (es) et Indépendants | 47 766       | 6,82         |             |             |
| Votes valides            | Votes valides                 | Votes valides                              | 700 315      | 82,84        |             |             |
| Votes nuls               | Votes nuls                    | Votes nuls                                 | 82 362       | 9,74         |             |             |
| Votes blancs             | Votes blancs                  | Votes blancs                               | 62 736       | 7,42         |             |             |
| Total                    | Total                         | Total                                      | 845 413      | 100          |             |             |
| Abstention               | Abstention                    | Abstention                                 | 92 614       | 9,87         |             |             |
| Inscrits / participation | Inscrits / participation      | Inscrits / participation                   | 938 027      | 90,13        |             |             |

### Région de Ñuble
| Candidats                | Candidats                | Partis                                                       | Premier tour | Premier tour |
| Candidats                | Candidats                | Partis                                                       | Voix         | %            |
| ------------------------ | ------------------------ | ------------------------------------------------------------ | ------------ | ------------ |
|                          | Óscar Crisóstomo         | Parti socialiste, Pour le Chili et ses Régions (PCCh-FA-PPD) | 136 280      | 41,22        |
|                          | Ignacio Marín            | Indépendant                                                  | 47 119       | 14,25        |
|                          | Benjamín Maureira        | UDI (Chile Vamos)                                            | 44 233       | 13,38        |
|                          | Jorge Luis Sánchez       | Parti républicain                                            | 44 184       | 13,37        |
|                          | Erick Jiménez            | Parti social-chrétien (es) et Indépendants                   | 21 299       | 6,44         |
|                          | Juan Manuel Rivas        | Parti populaire de l’Alliance verte (es)                     | 19 406       | 5,87         |
|                          | Cristián Quilodrán       | Jaunes pour le Chili (es)                                    | 18 062       | 5,46         |
| Votes valides            | Votes valides            | Votes valides                                                | 330 583      | 82,91        |
| Votes nuls               | Votes nuls               | Votes nuls                                                   | 35 576       | 8,92         |
| Votes blancs             | Votes blancs             | Votes blancs                                                 | 32 575       | 8,17         |
| Total                    | Total                    | Total                                                        | 398 734      | 100          |
| Abstention               | Abstention               | Abstention                                                   | 76 189       | 9,28         |
| Inscrits / participation | Inscrits / participation | Inscrits / participation                                     | 446 936      | 89,22        |

### Région de Biobío
| Candidats                | Candidats                | Partis                                     | Premier tour | Premier tour | Second tour | Second tour |
| Candidats                | Candidats                | Partis                                     | Voix         | %            | Voix        | %           |
| ------------------------ | ------------------------ | ------------------------------------------ | ------------ | ------------ | ----------- | ----------- |
|                          | Sergio Giacaman          | UDI (Chile Vamos)                          | 235 789      | 24,57        |             |             |
|                          | Alejandro Navarro        | Fédération régionaliste verte sociale      | 184 882      | 19,26        |             |             |
|                          | Fernando Peña            | Parti républicain                          | 177 488      | 18,49        |             |             |
|                          | Ana Araneda              | Démocrates (es)                            | 116 527      | 12,14        |             |             |
|                          | Luciano Silva            | Parti social-chrétien (es) et Indépendants | 104 260      | 10,86        |             |             |
|                          | Javier Sandoval          | Parti de l'Égalité (es)                    | 88 767       | 9,25         |             |             |
|                          | Mirtha Encina            | Parti du peuple (es)                       | 51 983       | 5,42         |             |             |
|                          |                          |                                            |              |              |             |             |
| Votes valides            | Votes valides            | Votes valides                              | 959 696      | 80,09        |             |             |
| Votes nuls               | Votes nuls               | Votes nuls                                 | 138 385      | 11,55        |             |             |
| Votes blancs             | Votes blancs             | Votes blancs                               | 100 187      | 8,36         |             |             |
| Total                    | Total                    | Total                                      | 1 198 268    | 100          |             |             |
| Abstention               | Abstention               | Abstention                                 | 170 206      | 12,44        |             |             |
| Inscrits / participation | Inscrits / participation | Inscrits / participation                   | 1 198 268    | 87,56        |             |             |

### Région de La Araucania
| Candidats                | Candidats                | Partis                                                              | Premier tour | Premier tour | Second tour | Second tour |
| Candidats                | Candidats                | Partis                                                              | Voix         | %            | Voix        | %           |
| ------------------------ | ------------------------ | ------------------------------------------------------------------- | ------------ | ------------ | ----------- | ----------- |
|                          | René Saffirio            | Indépendant                                                         | 227 432      | 36,77        |             |             |
|                          | Luciano Rivas            | Rénovation nationale (Chile Vamos)                                  | 168 212      | 27,19        |             |             |
|                          | Luis Penchuleo           | Front large, soutenu par Pour le Chili et ses Régions (PS-PCCh-PPD) | 70 798       | 11,45        |             |             |
|                          | César Vargas             | Parti social-chrétien (es) et Indépendants                          | 62 585       | 10,12        |             |             |
|                          | Pablo Díaz               | Parti du peuple (es)                                                | 47 207       | 7,63         |             |             |
|                          | Jorge Retamal            | Indépendant                                                         | 42 313       | 6,84         |             |             |
|                          |                          |                                                                     |              |              |             |             |
| Votes valides            | Votes valides            | Votes valides                                                       | 618 547      | 81,01        |             |             |
| Votes nuls               | Votes nuls               | Votes nuls                                                          | 74 917       | 9,81         |             |             |
| Votes blancs             | Votes blancs             | Votes blancs                                                        | 70 046       | 9,18         |             |             |
| Total                    | Total                    | Total                                                               | 763 510      | 100          |             |             |
| Abstention               | Abstention               | Abstention                                                          | 153 570      | 16,75        |             |             |
| Inscrits / participation | Inscrits / participation | Inscrits / participation                                            | 917 080      | 83,25        |             |             |

### Région de Los Ríos
|                          | Luis Cuvertino           | Candidat PS, soutenu par Pour le Chili et ses Régions (PCCh-FA-PPD) | 106 022 | 40;86 |  |  |
|                          | Omar Sabat               | UDI (Chile Vamos)                                                   | 85 043  | 32,77 |  |  |
|                          | Carolina Zúñiga          | Parti républicain                                                   | 49 409  | 19,04 |  |  |
|                          | Patricio Quisbert        | Parti du peuple (es)                                                | 15 793  | 8,99  |  |  |
|                          | Tamar Muñoz              | Parti social-chrétien (es) et Indépendants                          | 19 033  | 7,33  |  |  |
|                          |                          |                                                                     |         |       |  |  |
| Votes valides            | Votes valides            | Votes valides                                                       | 259 507 | 84,83 |  |  |
| Votes nuls               | Votes nuls               | Votes nuls                                                          | 25 745  | 8,41  |  |  |
| Votes blancs             | Votes blancs             | Votes blancs                                                        | 20 649  | 6,75  |  |  |
| Total                    | Total                    | Total                                                               | 305 901 | 100   |  |  |
| Abstention               | Abstention               | Abstention                                                          | 60 555  | 16,52 |  |  |
| Inscrits / participation | Inscrits / participation | Inscrits / participation                                            | 366 456 | 83,48 |  |  |

### Région de Los Lagos
| Candidats                | Candidats                | Partis                                                               | Premier tour | Premier tour | Second tour | Second tour |
| Candidats                | Candidats                | Partis                                                               | Voix         | %            | Voix        | %           |
| ------------------------ | ------------------------ | -------------------------------------------------------------------- | ------------ | ------------ | ----------- | ----------- |
|                          | Alejandro Santana        | Rénovation nationale (Chile Vamos)                                   | 157 374      | 30,87        |             |             |
|                          | Claudia Reyes            | Parti républicain                                                    | 118 672      | 23,28        |             |             |
|                          | Patricia Rada            | Front large, soutenue par Pour le Chili et ses Régions (PS-PCCh-PPD) | 108 153      | 21,22        |             |             |
|                          | Claudio Pérez            | Parti libéral (es)                                                   | 75 482       | 14,81        |             |             |
|                          | Natacha Rivas            | Parti social-chrétien (es) et Indépendants                           | 50 076       | 9,82         |             |             |
| Votes valides            | Votes valides            | Votes valides                                                        | 509 757      | 77,60        |             |             |
| Votes nuls               | Votes nuls               | Votes nuls                                                           | 72 373       | 11,02        |             |             |
| Votes blancs             | Votes blancs             | Votes blancs                                                         | 74 749       | 11,38        |             |             |
| Total                    | Total                    | Total                                                                | 656 879      | 100          |             |             |
| Abstention               | Abstention               | Abstention                                                           | 121 970      | 15,66        |             |             |
| Inscrits / participation | Inscrits / participation | Inscrits / participation                                             | 778 849      | 84,34        |             |             |

### Région d'Aysén
|                          | Marcelo Santana          | Union démocrate indépendante (Chile Vamos)                                | 33 883 | 54,37 |  |  |
|                          | Andrea Macías            | Parti socialiste, soutenue par Pour le Chili et ses Régions (PCCh-FA-PPD) | 20 871 | 33,49 |  |  |
|                          | Jorge Abello             | Indépendant                                                               | 4 651  | 7,46  |  |  |
|                          | Liset Quilodrán          | Parti social-chrétien (es) et Indépendants                                | 2 912  | 4,67  |  |  |
|                          |                          |                                                                           |        |       |  |  |
| Votes valides            | Votes valides            | Votes valides                                                             | 62 317 | 86,29 |  |  |
| Votes nuls               | Votes nuls               | Votes nuls                                                                | 5 047  | 6,99  |  |  |
| Votes blancs             | Votes blancs             | Votes blancs                                                              | 4 857  | 6,72  |  |  |
| Total                    | Total                    | Total                                                                     | 72 221 | 100   |  |  |
| Abstention               | Abstention               | Abstention                                                                | 26 828 | 27,09 |  |  |
| Inscrits / participation | Inscrits / participation | Inscrits / participation                                                  | 99 049 | 72,91 |  |  |

### Région de Magallanes
|                          | Jorge Flies              | Parti radical                              | 39 160  | 40,84 |  |  |
|                          | Alejandro Riquelme       | Parti républicain                          | 22 551  | 23,52 |  |  |
|                          | Daniela Arecheta         | Evópoli (Chile Vamos)                      | 19 314  | 20,14 |  |  |
|                          | José Barría              | Indépendant                                | 8 774   | 9,15  |  |  |
|                          | Ramón Vargas             | Parti social-chrétien (es) et Indépendants | 6 084   | 6,35  |  |  |
|                          |                          |                                            |         |       |  |  |
| Votes valides            | Votes valides            | Votes valides                              | 95 883  | 80,14 |  |  |
| Votes nuls               | Votes nuls               | Votes nuls                                 | 13 662  | 11,42 |  |  |
| Votes blancs             | Votes blancs             | Votes blancs                               | 10 096  | 8,44  |  |  |
| Total                    | Total                    | Total                                      | 119 641 | 100   |  |  |
| Abstention               | Abstention               | Abstention                                 | 38 924  | 24,55 |  |  |
| Inscrits / participation | Inscrits / participation | Inscrits / participation                   | 158 565 | 75,45 |  |  |